# Scream (píseň, Margaret Berger)
„Scream“ je píseň norské zpěvačky Margaret Berger. Singl je obsažen na posledním albu New Religion, z roku 2014.
Singl, stejně jako předchozí "Human Race", je vy stylu synthpopu. Autory písně jsou Margaret Berger, Alice Gernandt (známá též pod jménem Ace Wilder), Johan Ramström a Patrik Magnusson. Singl produkoval MachoPsycho, který také pracoval na písni "I Feed You My Love" a "Human Race".

## Seznam skladeb
| Pořadí | Název  | Autor                                                             | Délka |
| ------ | ------ | ----------------------------------------------------------------- | ----- |
| 1.     | Scream | Margaret Berger, Johan Ramström, Alice Gernandt, Patrik Magnusson | 3:19  |